# Múscul espleni
El múscul espleni (musculus splenius) és un conjunt de dos músculs present en la zona del coll i la part alta de l'esquena: 
- Múscul espleni del cap.[1][3]
- Múscul espleni cervical.[1][3]

S'originen en la meitat inferior del lligament del clatell i en els processos espinosos de les últimes vèrtebres cervicals i les tres o quatre primeres vèrtebres dorsals, així com en el terç caudal del lligament cervical dorsal (septum nuchae). Des d'aquí les seves fibres es dirigeixen en direcció al crani i lateralment.
- Les que procedeixen de la part cranial formen un cos muscular aplanat, que s'insereix en els dos terços laterals de la línia occipital cranial i en la cara lateral de l'apòfisi mastoide; formen el múscul espleni del cap (esplenius capitis).
- Les que procedeixen de la part caudal, envolten la vora lateral del múscul espleni del cap i acaben inserint-se en el tubercle dorsal del procés costotransvers de la tercera cervical (C3) i, de vegades, de la segona (C2); reb el nom de múscul espleni cervical (esplenius cervicis).

Estan situats sota els músculs trapezi i esternoclidomastoidal. Són músculs amples i prims, que ocupen tota l'alçada del clatell i la part superior del dors. Tenen una funció unilateral i una altra bilateral: la primera és la d'inclinar i rotar el cap cap al mateix costat; la segona és d'extensió o hiperextensió del crani i el coll.
Estan innervats per les branques posteriors dels nervis cervicals i, en particular, pel nervi occipital major.